# Pluskvamperfekt
Pluskvamperfekt (lat. plusquam perfectum) är en tempusform som visar att en händelse ägde rum före en annan händelse i det förflutna. Pluskvamperfekt används normalt när handlingen berättas i förfluten tid och man vill tala om någon händelse som är "ännu mer förfluten", som alltså inträffat innan huvudberättelsen.
På modern rikssvenska bildas pluskvamperfekt alltid med preteritumformen av verbet ha, alltså "hade" som hjälpverb och supinum av huvudverbet. Tidigare hade verb som uttrycker rörelse eller förändring preteritumformen av kopula ("vara" som hjälpverb, "Hon var gången", istället  för "Hon hade gått". Detta är fortfarande vanligt på norska och danska. Engelska texter skrivna före 1800 gör nästan alltid denna skillnad, texter skrivna efter 1900 gör nästan aldrig det. På nutida engelska bildas perfekt (= vad som har hänt) och pluskvamperfekt (= vad som hade hänt) av verb med have/has/had och i tredje formen i temat (She has/had not seen him). För regelbundna verb gäller samma regler för tillägg av -ed som för imperfekt (She has/had never talked to him). 
På tyska, nederländska och franska är regeln med olika hjälpverb för statiska verb och för verb som uttrycker förändring eller rörelse fortfarande i bruk, och det uppfattas som direkt felaktigt att bryta mot den. 
Centralsamiska, finska, estniska och slaviska språk har bara kopula som hjälpverb. På flera av de slaviska språken, till exempel polska, uppfattas dock denna böjningsform som helt föråldrad.
Pluskvamperfekt konstrueras på likartat sätt på många europeiska språk: 
- Svenska: När jag kom hade han gått hem.
- Norska (Nynorska): Då eg kom hadde/var han gått heim.
- Norska (Bokmål): Da jeg kom hadde/var han gått hjem.
- Danska: Da jeg kom var/havde han gået hjem.
- Engelska: When I arrived he had gone home.
- Tyska: Als ich kam, war er nach Hause gegangen.
- Nederländska: Toen ik kwam was hij al naar huis gegaan.
- Franska: Il était déjà revenu à la maison quand je suis arrivé.
- Spanska: Cuando llegué, él se había ido a (su) casa.
- Lulesamiska: Gå mån båhtiv, de sån lij häjmmaj mannam.

Pluskvamperfekt används dessutom i omskrivningar av konjunktiven i irreala villkorssatskonstruktioner: Om han hade stannat längre, hade hon gått hem.